# L'ora delle pistole
L'ora delle pistole (Hour of the Gun) è un film del 1967 diretto da John Sturges, con James Garner e Jason Robards.
Conosciuto anche col titolo L'ora delle pistole - Vendetta all'OK Corral, la pellicola è una delle molteplici trasposizioni della celebre sparatoria all'O.K. Corral del 26 ottobre 1881, tra i più noti eventi del Far West.
Garner e Robards interpretano rispettivamente le figure reali di Wyatt Earp e Doc Holliday. Vi è anche un piccolo ruolo per un giovane Jon Voight, alla seconda interpretazione della sua carriera.
Il film, a differenza degli altri girati sullo stesso argomento, inizia con la sparatoria all'OK Corral e si sviluppa tramite un'esauriente descrizione del processo che ne seguì, conclusosi con l'assoluzione degli imputati. Nella parte centrale Wyatt Earp cerca e raggiunge la vendetta nei confronti dei Clanton, colpevoli della morte dei suoi fratelli, coadiuvato dall'amico Holliday, che accompagnerà fino alla morte per tisi in una casa di cura.
Il soggetto è decisamente meno western dei sequel successivi e si focalizza spesso sul rapporto umano dei due protagonisti; inoltre descrive la banda Clanton come criminali distinti, non come volgari mandriani disonesti.